# Łysica Bodzentyn
Ludowy Klub Sportowy Łysica Bodzentyn – polski klub sportowy założony w 1948 roku w Bodzentynie. Drużyna piłkarska występowała w sezonie 2014/2015 w III lidze, a w sezonie 2023/2024 występuje w świętokrzyskiej IV lidze.

## Sekcja piłki nożnej

### Historia
Klub powstał w 1948 roku pod nazwą Ludowy Zespół Sportowy Bodzentyn. Początkowo rozgrywał on mecze towarzyskie z zespołami z pobliskich miejscowość, m.in. Kielc, Łagowa, Starachowic i Suchedniowa. W 1952 został zarejestrowany w Kieleckim Okręgowym Związku Piłki Nożnej. W tym samym roku przystąpił do rozgrywek w klasie C, w których uczestniczył przez kolejne sześć lat. Następnie (1958–1964) występował w klasie B, zaś później ponownie w klasie C. Słaba działalność organizacyjna i szkoleniowa oraz brak środków finansowych przyczyniły się do tego, że w latach 60. XX wieku klub nieregularnie rywalizował w rozgrywkach prowadzonych przez KOZPN.
W latach 60. XX wieku w nazwie klubu pojawił się człon Łysica. W 1970 roku zespół prowadzony przez Wita Bryłę awansował do klasy B. Uczestniczył w tych rozgrywkach przez następne piętnaście lat. W sezonie 1984/1985 należał do najlepszych drużyn ligi. Uzyskał tyle samo punktów co Skała Tumlin, dlatego o awansie zadecydował dodatkowy mecz. Zakończył się on zwycięstwem Łysicy i jej promocją do klasy A. W debiucie w tych rozgrywkach klub z Bodzentyna zajął drugie miejsce. Wyprzedziły go jedynie rezerwy KSZO Ostrowiec Św., jednak ze względu na to, że pierwszy zespół ostrowieckiego klubu występował w klasie okręgowej, awans przypadł Łysicy.
W sezonie 1989/1990 Łysica zajęła w klasie okręgowej czwarte miejsce, dzięki czemu awansowała do IV ligi międzyokręgowej. W 1993 roku klub zajął w tych rozgrywkach pierwszą pozycję i uzyskał promocję do III ligi. W sezonie 1993/1994 rozegrał w niej łącznie 30 meczów – wygrał jedno spotkanie, dziewięć zremisował, a 20 przegrał. Z dorobkiem 11 punktów i bilansem bramkowym 11–68 uplasował się na ostatniej, 16 lokacie, równoznacznej ze spadkiem. W latach 1994–1998 klub uczestniczył w rozgrywkach IV ligi.
W sezonie 1999/2000 Łysica ponownie wywalczyła awans do IV ligi, jednak do utrzymania się w niej zabrakło bodzentyńskiemu zespołowi jednego punktu. Do stałej gry w IV lidze zespół powrócił w 2002 roku. W sezonie 2006/2007 zajął w niej 12 miejsce, oznaczające grę w barażach. W nich zmierzył się z Neptunem Końskie – przegrał 0:2 i 1:3, jednak dzięki utrzymaniu się w III lidze Wiernej Małogoszcz, w IV lidze pozostała również Łysica. Latem 2008 roku drużyna przystąpiła do rozgrywek nowej IV ligi (piąty poziom ligowy). W sezonie 2010/2011 zajęła w nich drugie miejsce, uzyskując promocję do III ligi.
W sezonie 2011/2012 Łysica II Bodzentyn zdobyła puchar Polski na szczeblu okręgu – w meczu finałowym pokonała po serii rzutów karnych KSZO 1929 Ostrowiec Świętokrzyski (1:1, k. 4:1). Sukces ten powtórzył dwa lata później pierwszy zespół Łysicy, wygrywając w finale 5:0 z Granatem Skarżysko-Kamienna. 

### Osiągnięcia
III liga:
- 2. miejsce: 2012/2013
- 16. miejsce: 1993/1994

Puchar Polski, grupa: Świętokrzyski ZPN:
- Zwycięstwo: 2011/2012 (Łysica II Bodzentyn), 2013/2014

### Stadion

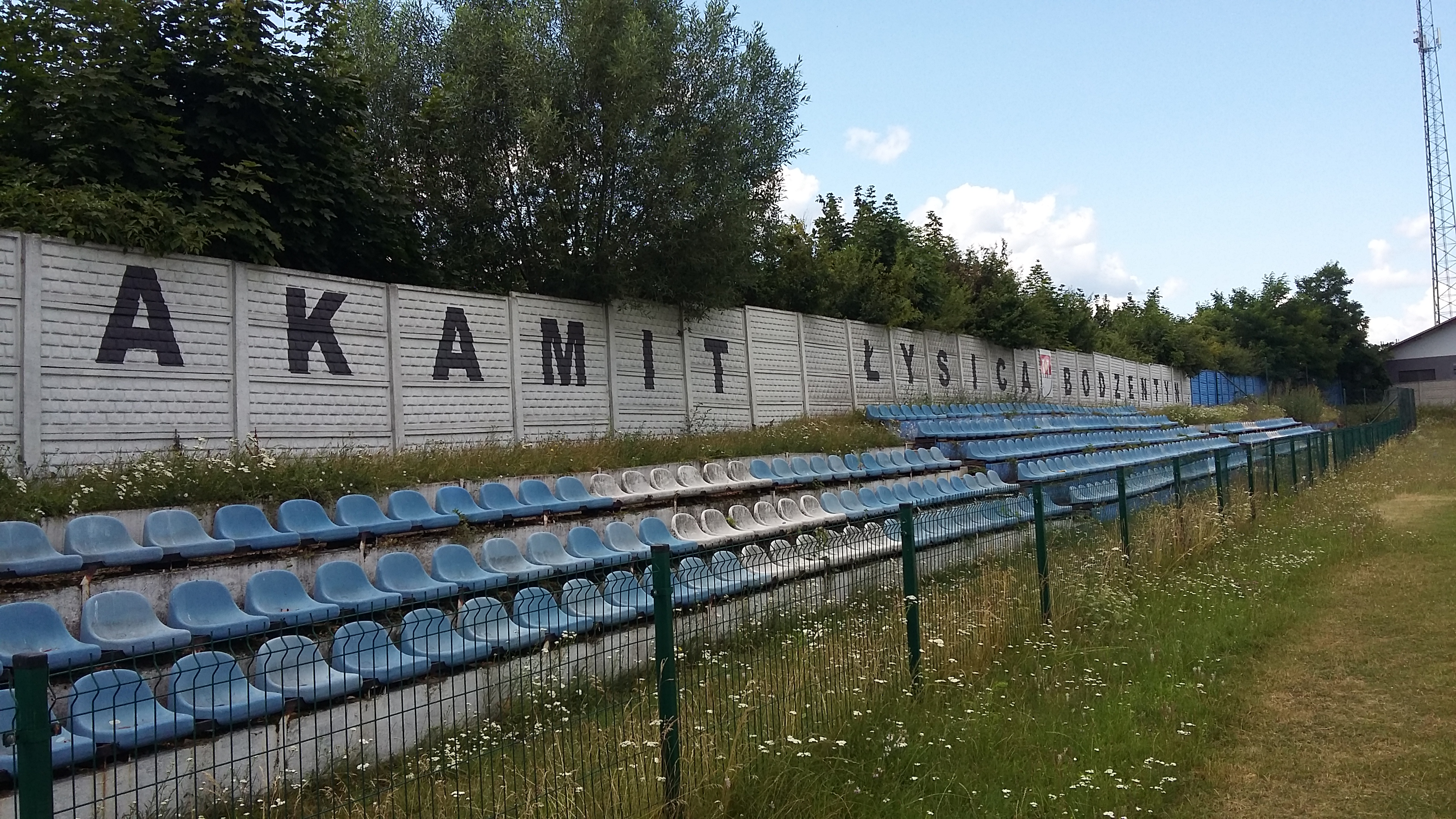
Trybuna główna stadionu Łysicy

Łysica swoje mecze domowe rozgrywa na Stadionie Sportowym przy ul. Wolności 3 w Bodzentynie. Obiekt może pomieścić ok. 1 000 widzów, posiada jedną trybunę główną z siedziskami na 500 osób.

## Pozostałe sekcje
W klubie z Bodzentyna działała w przeszłości drużyna siatkówki mężczyzn. W latach 1951–1953 trzykrotnie zdobyła ona mistrzostwo województwa kieleckiego Ludowych Zespołów Sportowych. Istniała również sekcja podnoszenia ciężarów, której zawodnikiem był m.in. dwukrotny mistrz województwa w wadze koguciej, Marian Kaleta.
W bodzentyńskim zespole trenowali także lekkoatleci. Startowali oni w zawodach o mistrzostwo powiatu i województwa Ludowych Zespołów Sportowych. W klubie działała również sekcja narciarska, z której utworzono później drużynę Jodła Bodzentyn. W latach 50. XX wieku istniała w Bodzentynie mała skocznia narciarska.